# Silmissin (Tanghin-Dassouri)
Pour les articles homonymes, voir Silmissin.
Silmissin est une localité située dans le département de Tanghin-Dassouri de la province du Kadiogo dans la région Centre au Burkina Faso.

## Économie
L'économie de Silmissin repose notamment sur l'élevage avec un parc de vaccination inauguré en 2012.

## Santé et éducation
Le centre de soins le plus proche de Silmissin est le centre médical (CM) de Tanghin-Dassouri tandis que les hôpitaux se trouvent à Ouagadougou.
Le village possède une école primaire publique.